# エリダヌス座タウ4星
エリダヌス座τ4星（エリダヌスざタウ4せい、τ4 Eridani、τ4 Eri）は、エリダヌス座の恒星である。見かけの等級は3.70と、肉眼でみることができる明るさである。年周視差に基づいて距離を計算すると、約307光年である。

## 特徴

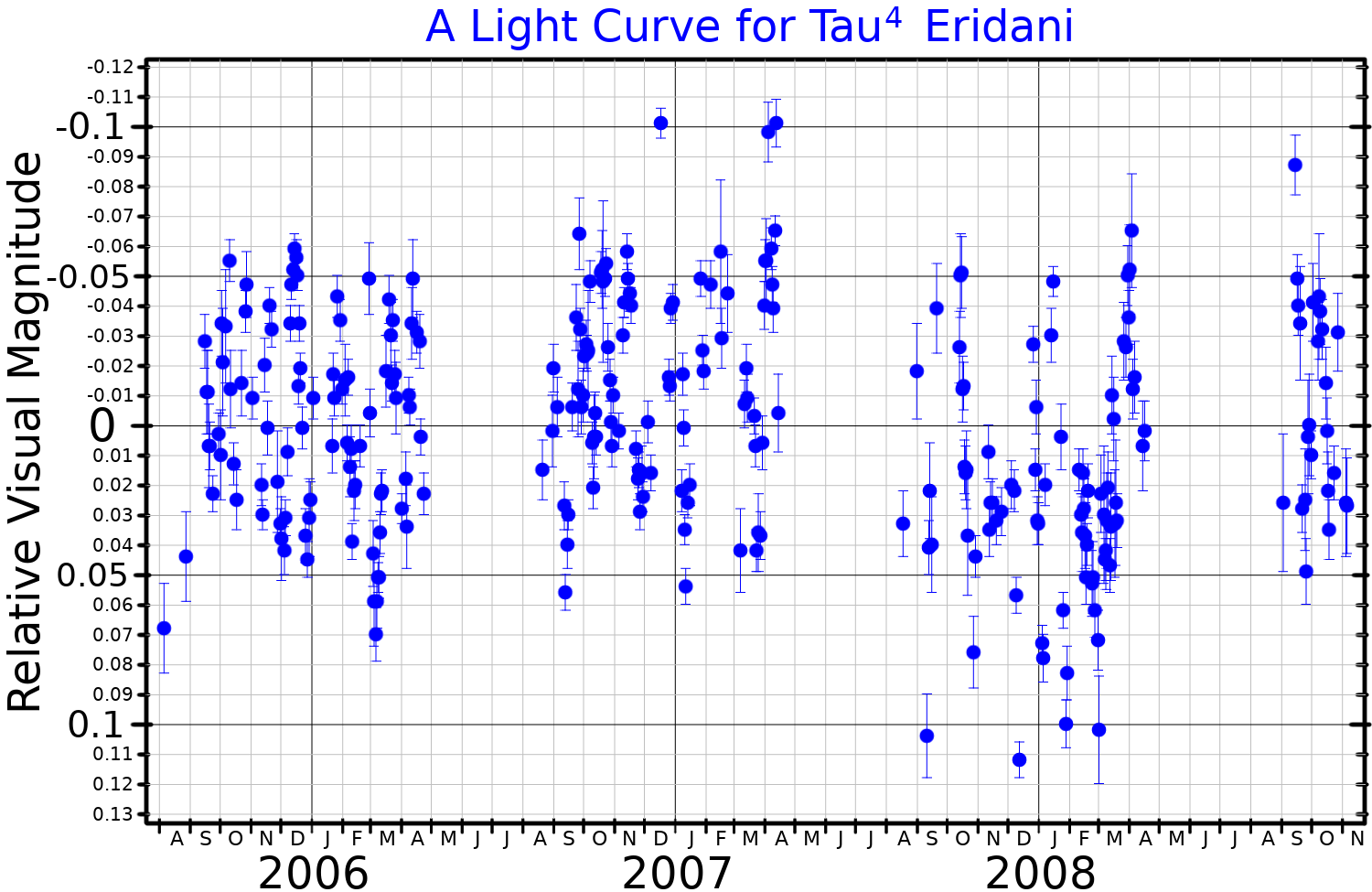
エリダヌス座τ^{4}星の光度曲線。キャンベラ郊外に設置した自動撮像測光装置による5年半の観測結果から描画。

エリダヌス座τ4星は、スペクトル型がM3.5 IIIに分類される赤色巨星で、色指数と放射絶対等級から、初期の漸近巨星枝段階にいるとみられる。この段階の恒星らしく、変光していることがオリン・エッゲンによって確認されており、間もなく確定した変光星に位置づけられた。変光星の種類としては、ゆっくりと変光する晩期型の不規則脈動変光星のうち、巨星が該当するLb型に分類されている。変光の範囲は、3.57等から3.72等までの間とされ、振幅はおよそ0.055等級と求められている。不規則変光星に分類されているが、周期解析から23.8日という変光周期も求められている。表面の有効温度は約3700 K、光度は太陽の2000倍程度と見積もられ、半径は太陽の103倍に相当する。温度と明るさから、恒星の進化経路と照合すると、質量は主系列段階で太陽の1.8倍、赤色巨星となった現在は太陽の1.73倍程度と推定される。

## 星系
エリダヌス座τ4星は、ワシントン重星カタログで7重星として収録されている。そのうち、4等星のエリダヌス座τ4星Aから2番目に近い位置にみえるエリダヌス座τ4星Cは、力学的な分析から見かけだけの関係であることが示されている。より遠い位置にみえている4星も、やはり見かけだけの関係であると考えられるが、エリダヌス座τ4星Aから西に5.8秒離れた10等星のエリダヌス座τ4星Bは、固有運動が共通する真の連星ではないかと考えられる。

## 名称
中国ではエリダヌス座τ4星は、天帝の獣を飼う場所を表す天苑（拼音: Tiān Yuàn）という星官を、エリダヌス座γ星、π星、δ星、ε星、ζ星、η星、くじら座π星、エリダヌス座τ1星、τ2星、τ3星、τ5星、τ6星、τ7星、τ8星、τ9星とともに形成する。エリダヌス座τ4星自身は、天苑十一（拼音: Tiān Yuàn shíyī）すなわち天苑の11番星といわれる。